# LaMonte Ulmer
LaMonte Ulmer (New Haven, 17 settembre 1986) è un ex cestista statunitense.

## Palmarès
- Leaders Cup: 1

Digione: 2020